# Свята Бутану
Державні свята Бутану:
- 2 січня — Зимове сонцестояння
- 16 січня — Традиційний день жертвопринесення
- 21-23 лютого — День народження 5-го короля Бутану
- 23 квітня — Фестиваль Шабдрунга
- 27 травня — День входження в Нірвану Будди
- 15 липня — Перша проповідь Будди
- 8 серпня — День незалежності
- 13 вересня — Тхімпху-друбчен (Фестиваль міста Тхімпху)
- Цечу (дата визначається за місячним календарем)
- 17 жовтня — Дашайн
- 29 жовтня — Сходження Будди
- 1 листопада — Коронація короля Бутану
- 11 листопада — День народження 4-го короля Бутану
- 17 грудня — Національний день Бутану